# Explorer 35

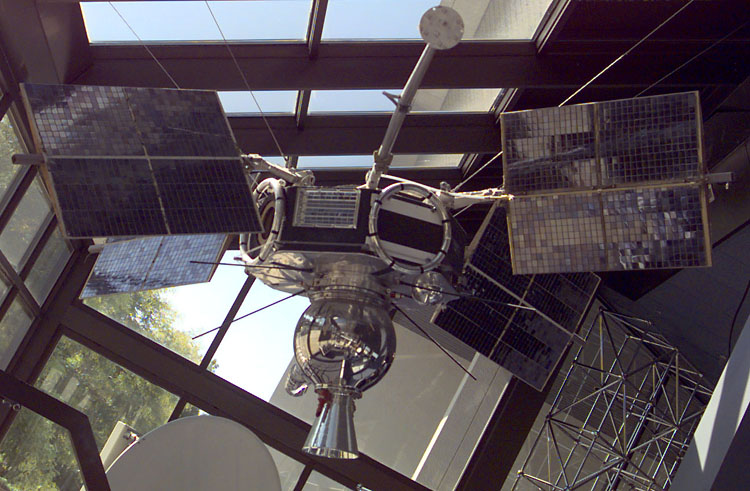
Maquette d'Explorer 33 dont Explorer 35 est pratiquement une copie. Le petit étage à propergol solide utilisé pour l'insertion en orbite lunaire est bien visible sous le corps du satellite.

Explorer 35 ou IMP-E est un petit satellite scientifique du programme Explorer de l'agence spatiale américaine, la NASA lancé le 19 juillet 1967. Placé sur une orbite lunaire, il effectue des mesures du plasma interplanétaire, des particules énergétiques et des rayons X du Soleil. Explorer 35 a déterminé que la Lune ne possédait pas de champ magnétique notable et que cet astre perturbait faiblement le vent solaire. Explorer 35 est pratiquement une copie d'Explorer 33 (IMP-D) lancé le 1er juillet 1966 avec un objectif similaire mais qui n'avait pu être placé sur une orbite lunaire.

## Contexte
Le Centre de vol spatial Goddard de l'agence spatiale civile américaine (NASA) développe et lance au cours de la période 1963-1965 trois petits satellites stabilisés par rotation destinés à étudier l'environnement spatial de la Terre à des distances atteintes à l'apogée d'orbites hautes (plusieurs dizaines de milliers de kilomètres). Explorer 18, 21 et 28 représentent la phase initiale du programme IMP (Interplanetary Monitoring Platform). Ils permettent d'établir de manière définitive les principales caractéristiques du milieu interplanétaire, les interactions entre le vent solaire et le champ magnétique terrestre et la structure de la queue de la magnétosphère terrestre. L'étape suivante du programme IMP est l'étude de l'environnement spatial de la Lune. Explorer 33 lancé dans cet objectif le 1er juillet 1966 ne parvient pas à se placer en orbite autour de la Lune mais circule sur une orbite terrestre haute qui lui permet malgré tout de collecter des résultats scientifiques de valeur. Les objectifs de sa mission ont été modifiés au profit d'une étude de l'environnement spatial depuis une orbite extrêmement haute. Ses objectifs sont repris par la mission Explorer 35.

## Déroulement de la mission
Explorer 35 est lancé le 19 juillet 1967 à 14:19:02 GMT par une fusée Thor-Delta E1 depuis la base de lancement de Cap Canaveral et injecté sur orbite de transfert vers la Lune. Le 22 juillet il s'insère sur une orbite lunaire de 764 × 7 886 km avec une périodicité de 710 minutes et une inclinaison orbitale de 147,30°. Le satellite est stabilisé par rotation avec une vitesse de 25,6 tours par minute avec son axe de rotation perpendiculaire au plan de l'écliptique. Au cours de sa mission qui dure environ 6 ans, le satellite remplit tous ses objectifs. Il est désactivé le 24 juin 1973.

## Caractéristiques techniques
Explorer 35 est un petit satellite scientifique de 104,3 kg de forme cylindrique stabilisé par rotation. L'énergie est fournie par des panneaux solaires. Il dispose d'un système original d'amortissement de nutation et de correction de l'axe de rotation. Un petit moteur à propergol solide Star-13 représentant pratiquement la moitié de sa masse est utilisé pour insérer le satellite sur son orbite lunaire,.

## Instrumentation scientifique
La sonde spatiale emporte les instruments scientifiques suivants :
- L'analyseur d'ions et d'électrons (Low-Energy Integral Spectrum Measurement Experiment) du GSFC mesure le spectre   des ions et des électrons dont l'énergie est comprise entre 1 et 500 eV[5] ;
- Le magnétomètre du GSFC (GSFC Magnetometer) dispose de capteurs fluxgate montés sur une perche qui mesurent le champ magnétique d'une intensité allant jusqu'à 64 nT avec une résolution atteignant 0,25 nT[6] ;
- Le magnétomètre du centre spatial Ames (Ames Magnetic Fields) dispose de capteurs fluxgate montés sur une perche qui mesurent le champ magnétique ambiant avec trois échelles possibles (20, 60 et 200 nT) et une résolution de 1 % [7] ;
- Une chambre à ions et des compteurs Geiger mesurent l'intensité du flux d'électrons et d'ions. La chambre à ions mesure les électrons dont l'énergie est supérieure à 0,7 MeV et les protons dont l'énergie est supérieure à 12 MeV. L'un des compteurs Geiger mesure dans un cône d'arrivée de 70° centré sur l'axe de rotation du satellite les électrons et les protons dont l'énergie est supérieure respectivement à 22 et 300 keV. Les deux compteurs Geiger mesurent l'énergie des électrons et des protons venant de toutes les directions lorsque leur énergie est supérieure respectivement à 2,5 et 50 MeV[8] ;
- Le détecteur d'électrons et de protons permet de mesurer l'intensité du rayonnement X et les particules chargées d'origine solaire, galactiques ou issues de la magnétosphère[9] ;
- La sonde à plasma constitué d'un collecteur comprenant plusieurs cavité de Faraday mesure l'intensité directionnelle des ions et des électrons du vent solaire dont l'énergie est comprise entre 50 et 5400 eV[10] ;
- Un instrument mesure l'ionisation, le moment d'énergie, la vitesse et la direction des micrométéorites en utilisant des films détecteurs et des microphones[11] ;
- La réflectivité de la Lune est évaluée en mesurant à l'aide de l'antenne de 45 mètres de l'Université Stanford la réflexion des émissions radio du satellite sur la surface de la Lune[12].

## Résultats
Au cours de son orbite autour de la Terre, la Lune est immergée successivement dans l'espace interplanétaire ou dans la magnétoqueue (queue de la magnétosphère formée à l'arrière de la Terre à l'opposé du Soleil par interaction entre la magnétosphère terrestre et le vent solaire). Les mesures effectuées par les instruments d'Explorer 35 ont démontré qu'aucun champ magnétique d'origine lunaire ne venait modifier la valeur du champ magnétique terrestre. Durant la traversée du milieu interplanétaire, les instruments d'Explorer 35 n'ont mesuré aucune trace d'une onde de choc créée par le flux supersonique du vent solaire. La Lune n'infléchit pas les lignes du champ magnétique interplanétaire. Une cavité se développe dans le plasma du vent solaire à l'arrière de la Lune. La diffusion des lignes du champ magnétique interplanétaire à travers le corps de la Lune indique une conductivité électrique des couches supérieures inférieure à 10-5 Siemens.